# Plinski zakoni
Plínski zakóni imenujemo tri empirično določene zveze med prostornino, tlakom in temperaturo idealnega plina:
- Boylov zakon (tudi Boyle-Mariottov zakon) povezuje prostornino in tlak idealnega plina pri stalni temperaturi

{\displaystyle p_{1}V_{1}=p_{2}V_{2}\!\,}
- Charlesov zakon povezuje prostornino in temperaturo idealnega plina pri stalnem tlaku:

{\displaystyle {\frac {V_{1}}{T_{1}}}={\frac {V_{2}}{T_{2}}}}
- Gay-Lussacov zakon (tudi Grahamov zakon ali Amontonov zakon) povezuje tlak in temperaturo idealnega plina pri stalni prostornini:

{\displaystyle {\frac {p_{1}}{T_{1}}}={\frac {p_{2}}{T_{2}}}}
Sintezo vseh treh zakonov predstavlja splošna plinska enačba
{\displaystyle pV={\frac {m}{M}}RT}
Pri tem je m masa plina, M njegova molska masa, R pa splošna plinska konstanta(R=8,3144598 J/K mol)
Splošna plinska enačba razmeroma dobro opisuje stanje idealnega plina. Za opis realnih plinov pa je treba uporabiti katero od drugih enačb stanja, med katerimi je najbolj znana van der Waalsova enačba stanja.